# Head Above Water (Lied)
Head Above Water (übersetzt so viel wie „Kopf über Wasser“) ist ein Lied der kanadischen Sängerin Avril Lavigne, das im September 2018 als erste Single aus ihrem fünf Monate später, im Februar 2019, erscheinenden sechsten Studioalbum Head Above Water veröffentlicht wurde.

## Text
Das Lied handelt von Lavignes Kampf gegen die Lyme-Borreliose. Sie schrieb es, während sie auf der Couch lag und sich kaum bewegen konnte.
In einem Brief an ihre Fans, der am 6. September auf ihrer Website veröffentlicht wurde, schrieb Avril Lavigne: „Ich bin so aufgeregt, dass ich endlich die erste Single meines neuen Albums […] ankündigen kann. Fünf Jahre sind vergangen, seit ich mein letztes Album veröffentlicht habe. Ich habe die letzten paar Jahre krank zu Hause verbracht und gegen die Lyme-Borreliose gekämpft. Das waren die schlimmsten Jahre meines Lebens. Ich habe körperlich sowohl auch emotional gekämpft und kämpfe immer noch. Ich konnte diesen Kampf in Musik verwandeln, auf die ich wirklich stolz bin. […] Das erste Lied, das ich veröffentlichen möchte, heißt „Head Above Water“. Es ist auch das erste Lied, das ich während eines der gruseligsten Momente meines Lebens aus meinem Bett geschrieben habe. Ich hatte den Tod akzeptiert und konnte spüren, wie sich mein Körper abschaltete. Ich fühlte mich, als würde ich ertrinken. Als würde ich unter Wasser gehen und ich brauchte nur Luft holen. Es war, als wäre ich in einem Fluss in eine Strömung gezogen worden. Unfähig zu atmen. Ich bete zu Gott, damit er mir hilft, meinen Kopf über Wasser zu halten.“

## Promotion
Lavigne führte das Lied zum ersten Mal live in der Sendung Jimmy Kimmel Live! (auf dem Sender ABC) vom 26. September 2018 auf.

## Musikvideo
Das Musikvideo zu diesem Lied wurde am 27. September 2018 auf Lavignes YouTube-Kanal veröffentlicht.

## Kommerzieller Erfolg

### Chartplatzierungen
In den US-amerikanischen Billboard-Charts für christliche Songs (Billboard Hot Christian Songs) erreichte die Single Platz 2. In den Billboard Hot 100 debütierte die Single in der Woche vom 6. Oktober 2018 auf Platz 64, was die Höchstposition blieb.
| ChartsChartplatzierungen       | Höchstplatzierung | Wochen |
| ------------------------------ | ----------------- | ------ |
| Deutschland (GfK)              | 69 (1 Wo.)        | 1      |
| Österreich (Ö3)                | 30 (10 Wo.)       | 10     |
| Schweiz (IFPI)                 | 36 (19 Wo.)       | 19     |
| Vereinigte Staaten (Billboard) | 64 (2 Wo.)        | 2      |

### Auszeichnungen für Verkäufe
| Land/Region               | Auszeichnungen für Musikverkäufe (Land/Region, Auszeichnung, Verkäufe) | Verkäufe  |
| ------------------------- | ---------------------------------------------------------------------- | --------- |
| Brasilien (PMB)           | 2× Platin                                                              | 80.000    |
| Kanada (MC)               | 2× Platin                                                              | 160.000   |
| Neuseeland (RMNZ)         | Gold                                                                   | 15.000    |
| Vereinigte Staaten (RIAA) | Platin                                                                 | 1.000.000 |
| Insgesamt                 | 1× Gold · 5× Platin ·                                                  | 1.255.000 |

Hauptartikel: Avril Lavigne/Auszeichnungen für Musikverkäufe